# 愛のフィーリング
「愛のフィーリング」（原題は、Feelings）は、ブラジルのシンガーソングライター・モーリス・アルバート（en:Morris Albert）が1975年にリリースしたシングル。作詞および作曲は、モーリス・アルバート。 

## 解説
ビルボード（Billboard）誌では、1975年10月25日に週間ランキング最高位の6位を獲得し、1975年度年間チャートでは4位。同誌の集計では、モーリス・アルバート最大のヒット曲となった。ブラジル、ベネズエラ、チリ、メキシコで、週間チャート1位を獲得した。また、同誌の集計ではロック時代（1955年7月9日以降）のブラジル人アーティストの曲としては、最高位を記録した。
ペプシ社が1990年-91年に展開していたペプシチャレンジ（ライバルであるコカ・コーラに対する強烈な比較広告）にて、M.C.ハマーがライブの幕間に舞台袖でいつものペプシを、コークにすりかえられていたため、舞台に戻ると「愛のフィーリング」を唄ってしまい（＝つまり「ハマーらしからぬ曲」という設定）、ペプシを補給されると再び本来のラップ&ダンスが復活するという演出がなされ、話題となった。

## ハイ・ファイ・セット版「フィーリング」
日本では、コーラス・グループのハイ・ファイ・セットが「愛のフィーリング」をカヴァー。カバー・バージョンは、日本語詞をなかにし礼が担当し、曲名を「フィーリング」として1976年末にリリースされた。翌年の1977年に大ヒットとなり、ハイ・ファイ・セットは同年末の『NHK紅白歌合戦』に初出場を果たした。

### 収録曲

#### A面
1. フィーリング
作詞：なかにし礼／作曲：モーリス・アルバート／編曲：田辺信一

#### B面
1. もうひとつのダンス
作詞：大川茂／作曲：山本俊彦／編曲：三保敬太郎

## その他にカヴァーした歌手
オリジナル英語詞
- アンディ・ウィリアムス - アルバム”Other side of me"(1975)
- ボビー・ヴィントン - アルバム"Heart of hearts"(1975)
- ジョニー・マティス - アルバム"Feelings"(1975)
- シャーリー・バッシー - アルバム"Love. life and feelings"(1976)
- パーシー・フェイス - アルバム"Summer Place '76""(1976)
- 西城秀樹 - アルバム『HIDEKI LIVE'76 / 愛のフィーリング（Feelings）』(1976)
- 朱里エイコ - シングル『明日への願い / 愛のフィーリング』(1977)
- 尾崎紀世彦 - アルバム『尾崎紀世彦ポピュラーアルバム』(1979)
- エンゲルベルト・フンパーディンク - アルバム"Coming Home"(1991)
- カエターノ・ヴェローゾ - アルバム『異国の香り〜アメリカン・ソングス』("A Foreign Sound")(2004)

なかにし礼による日本語詞
- 岩崎宏美 - アルバム『Dear Friends IV』(2008)

改編詞
- オフスプリング - 『アメリカーナ』("Americana")(1998)

「love」を「hate」に改編するなど原曲とは正反対の感情を歌っている。